# Processa longirostris
Processa longirostris is een garnalensoort uit de familie van de Processidae. De wetenschappelijke naam van de soort is voor het eerst geldig gepubliceerd in 1975 door Hayashi.